# Шпаковщина (Полоцкий район)
Шпаковщина (бел. Шпако́ўшчына) — деревня в Полоцком районе Витебской области Беларуси. Входит в состав Островщинского сельсовета.

## География
В 36 км на запад от Полоцка, 140 км на северо-запад от Витебска.
Пролегает дорога Н-3204.
Ближайшие населённые пункты Косарево, Нача-Шпаковщина, Сиповщина и др.

### Гидрография
Река Нача.

## История
В 1885 году Шпаковщина (Нача), село бывшее владельческое, при реке Наче, дворов 6, жителей 46, церковь православная, школа.
С 1905 года в Начской волости Лепельского уезда Витебской губернии Российской империи.
До 29 апреля 2004 года центр Шпаковщинского сельсовета.

## Население

### Численность
- 2019 год — 204 жителей

### Динамика
- 1999 год — 404 жителей (перепись населения)
- 2003 год — 520 жителей, 255 дворов
- 2009 год — 249 жителей (перепись населения)[3]
- 2019 год — 204 жителей (перепись населения)

## Инфраструктура
- Базовая школа
- Дом культуры
- Библиотека
- Отделение связи

## Достопримечательность
- Братская могила —  Историко-культурная ценность Республики Беларусь, шифр 213Д000694. Памятник архитектуры ретроспективно-русского стиля.
- Спасо-Преображенская церковь (2-я половина XIX века)[5]. Памятник архитектуры ретроспективно-русского стиля.

## Галерея

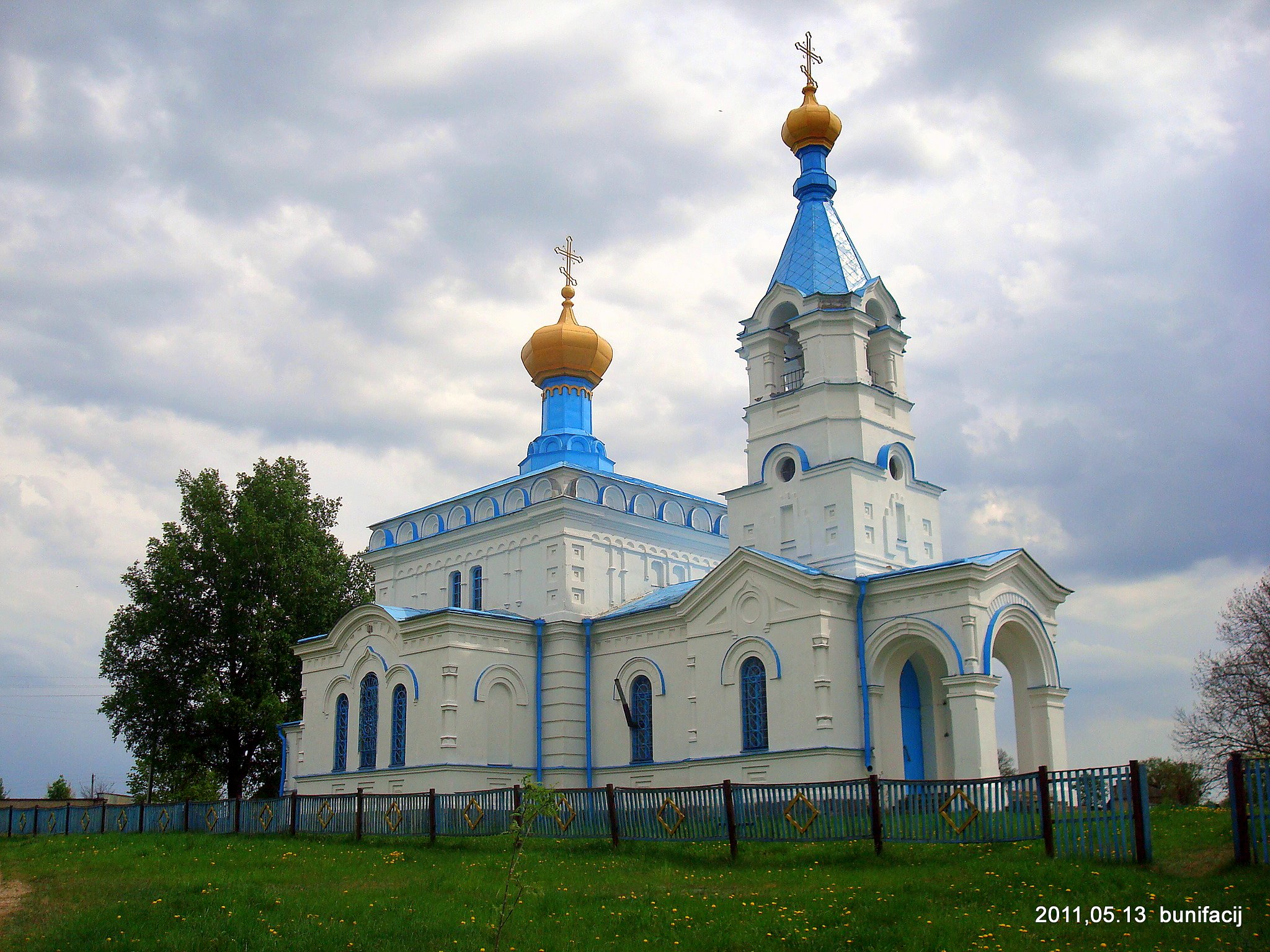
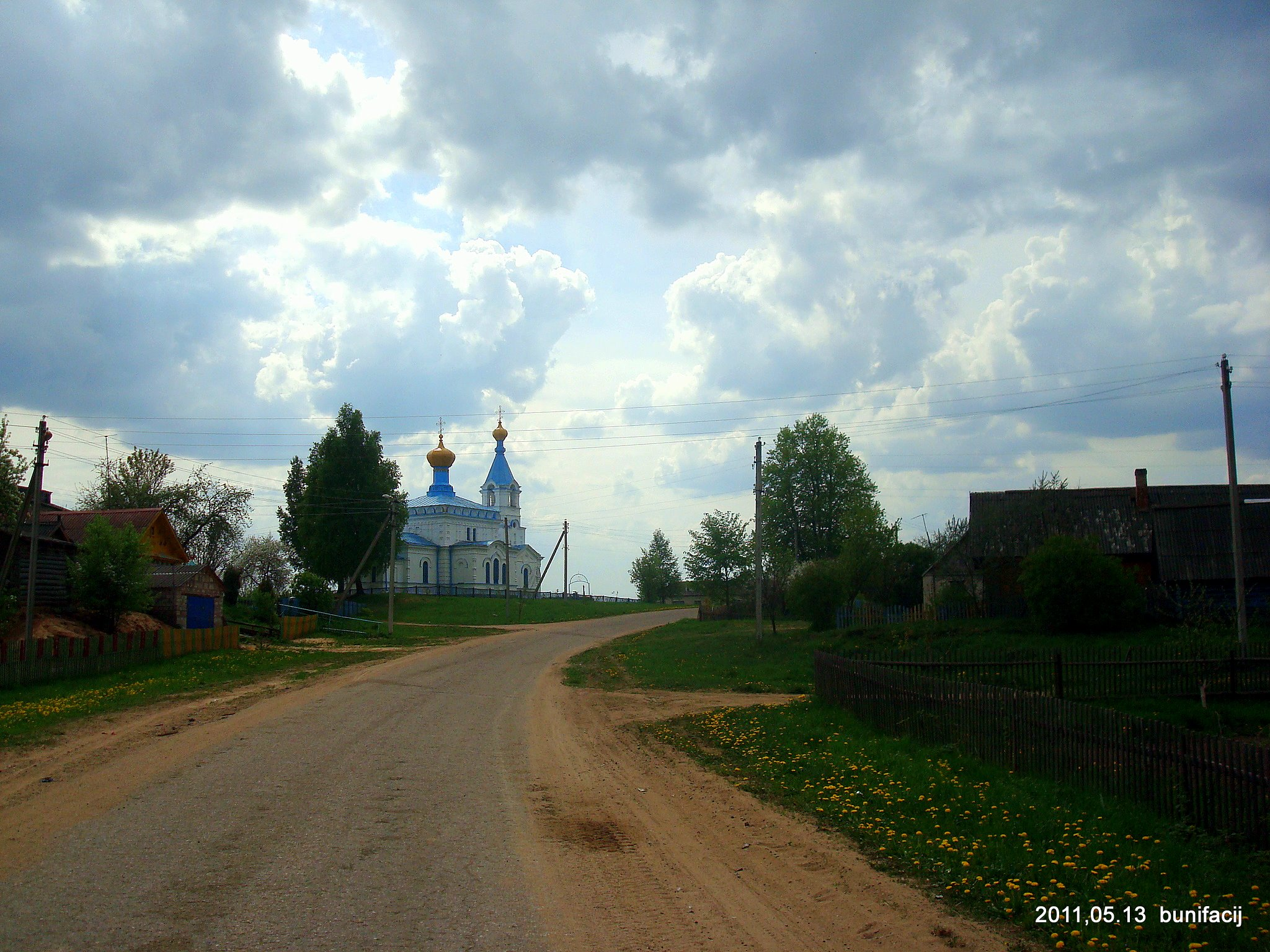
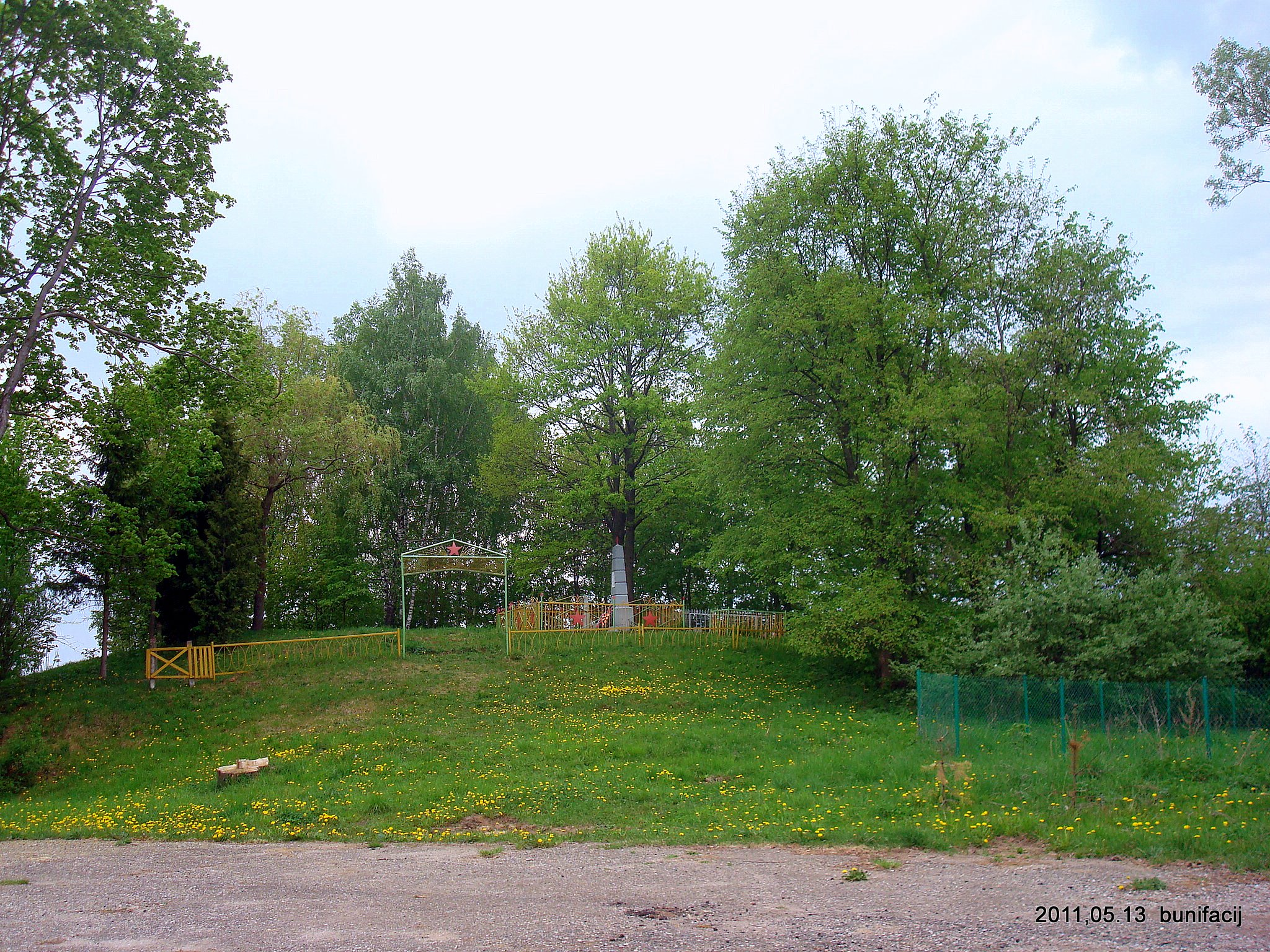
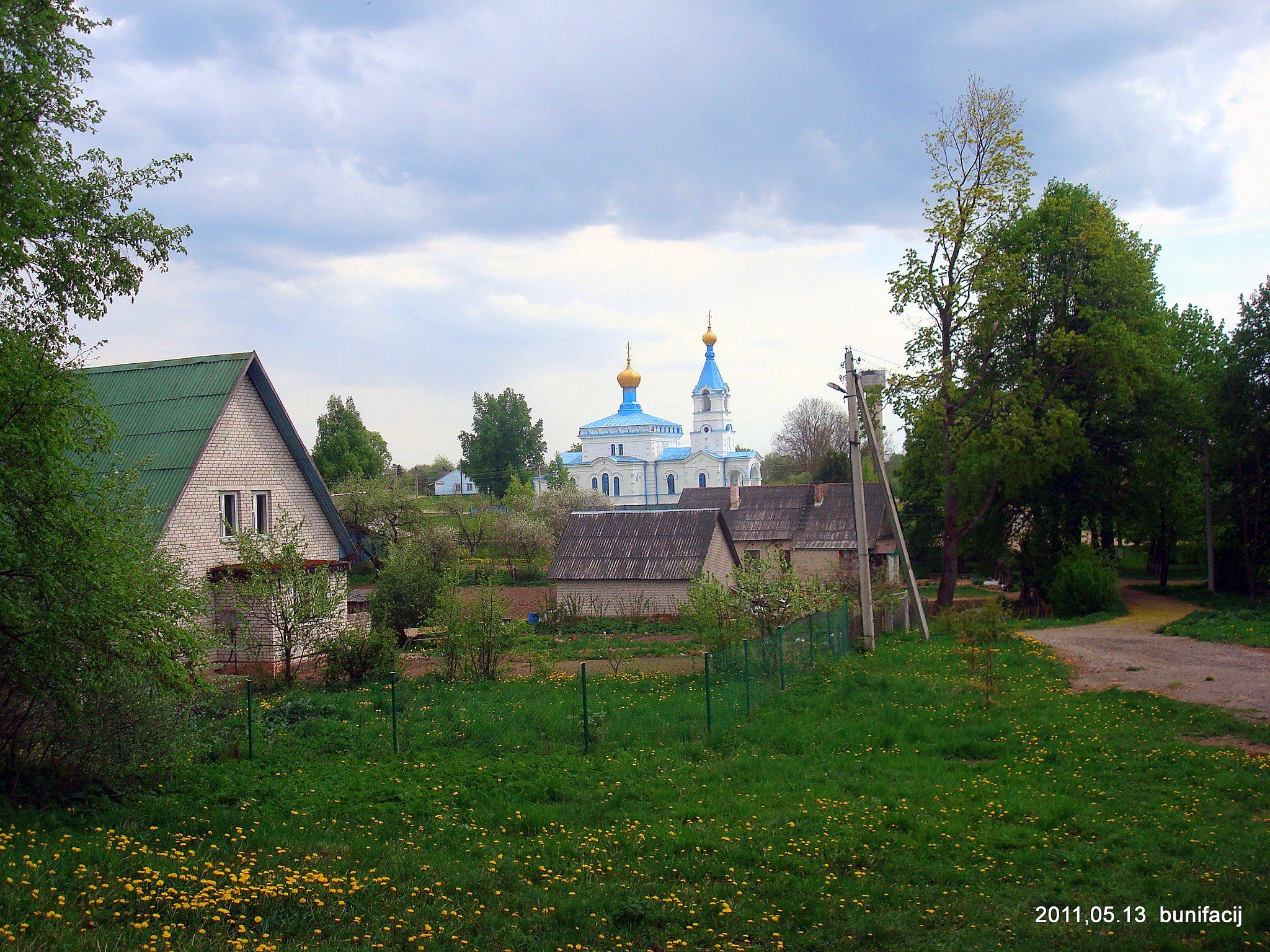
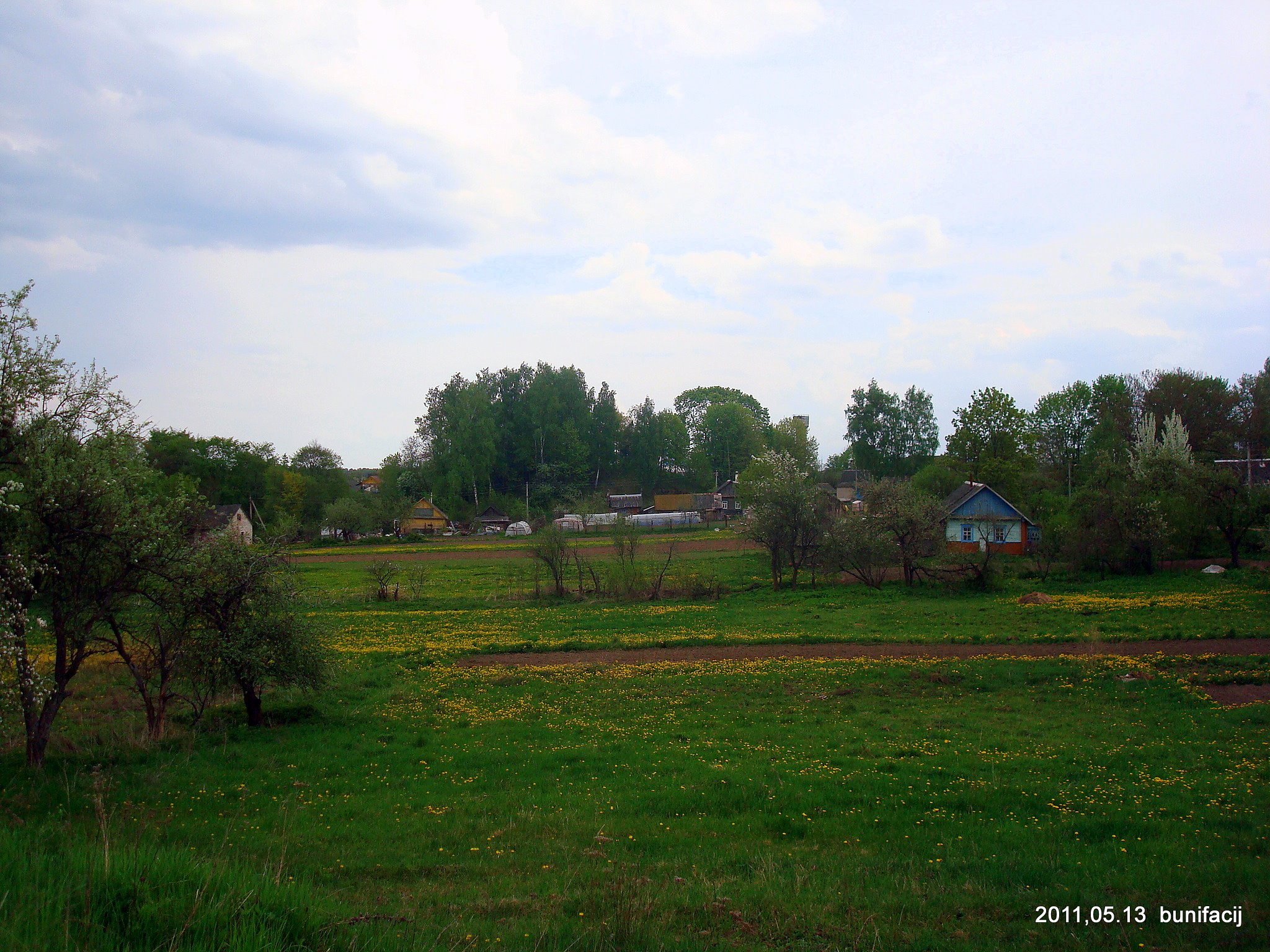
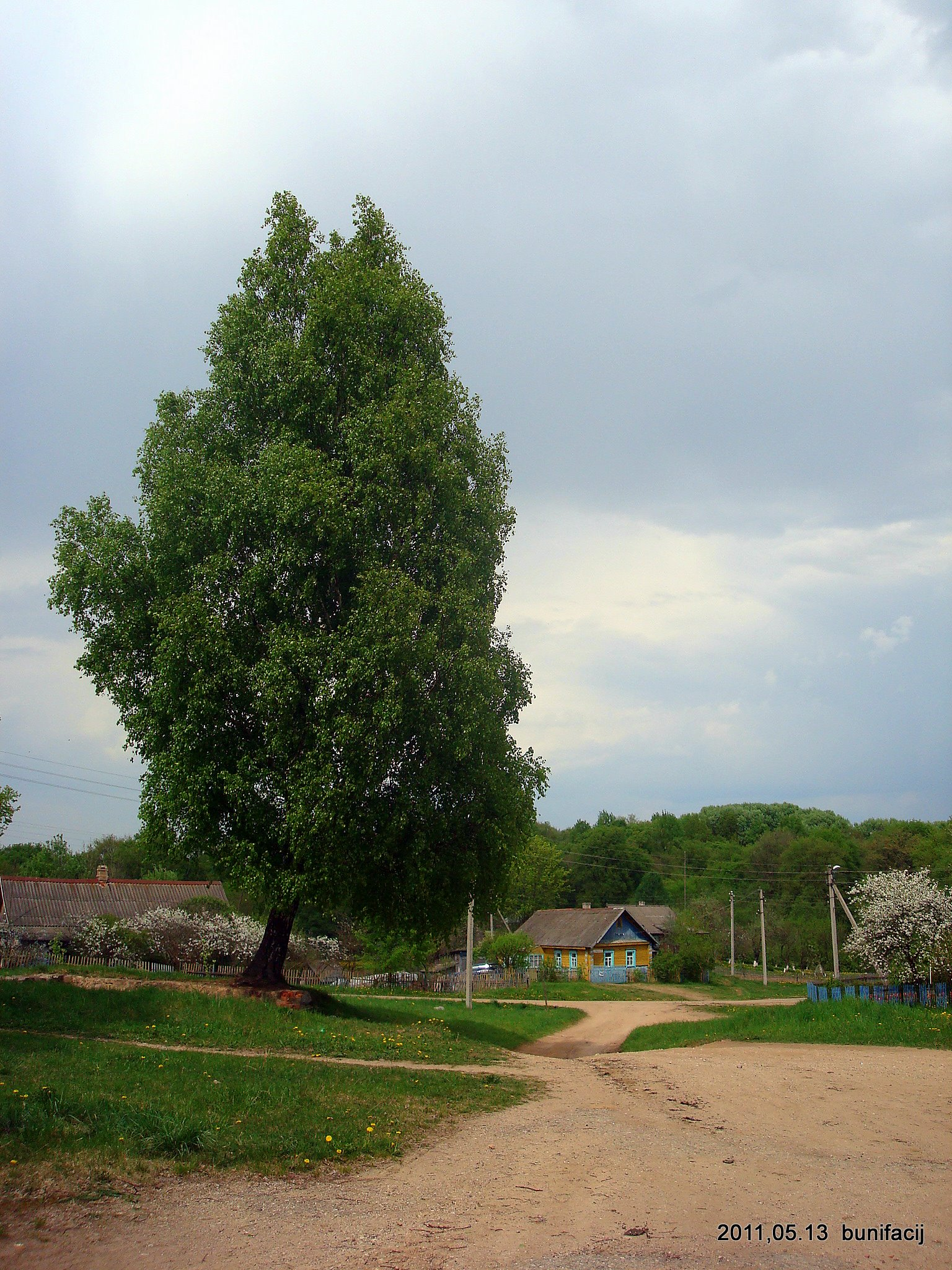
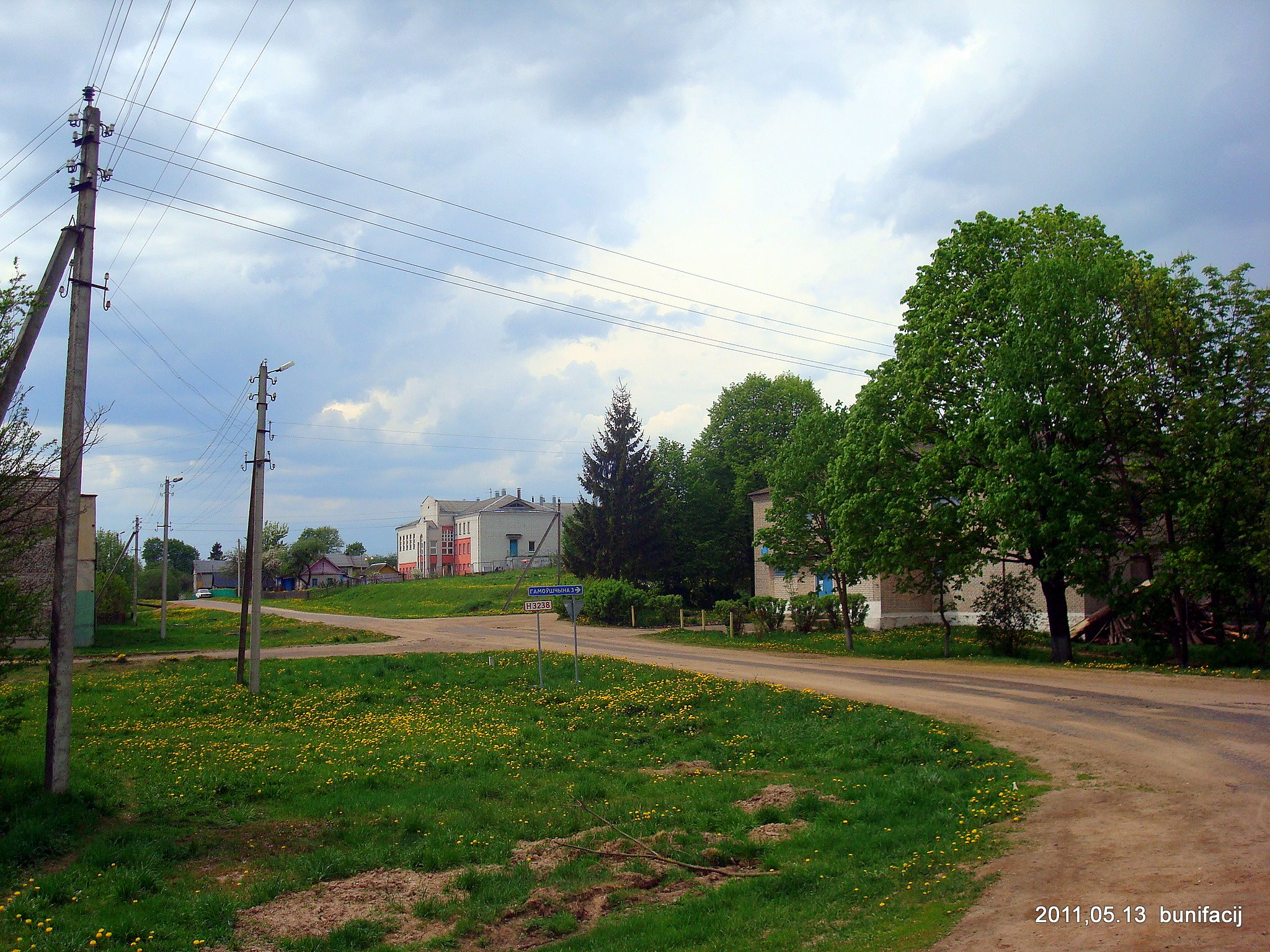